# الکتروپریوردا
الکتروپریوردا (انگلیسی: Public Enterprise Electric Utility of Bosnia and Herzegovina) شرکت برق در بوسنی و هرزگوین است، که در سال ۱۹۴۵ تأسیس شد.